# François van Aerssen (1572-1641)

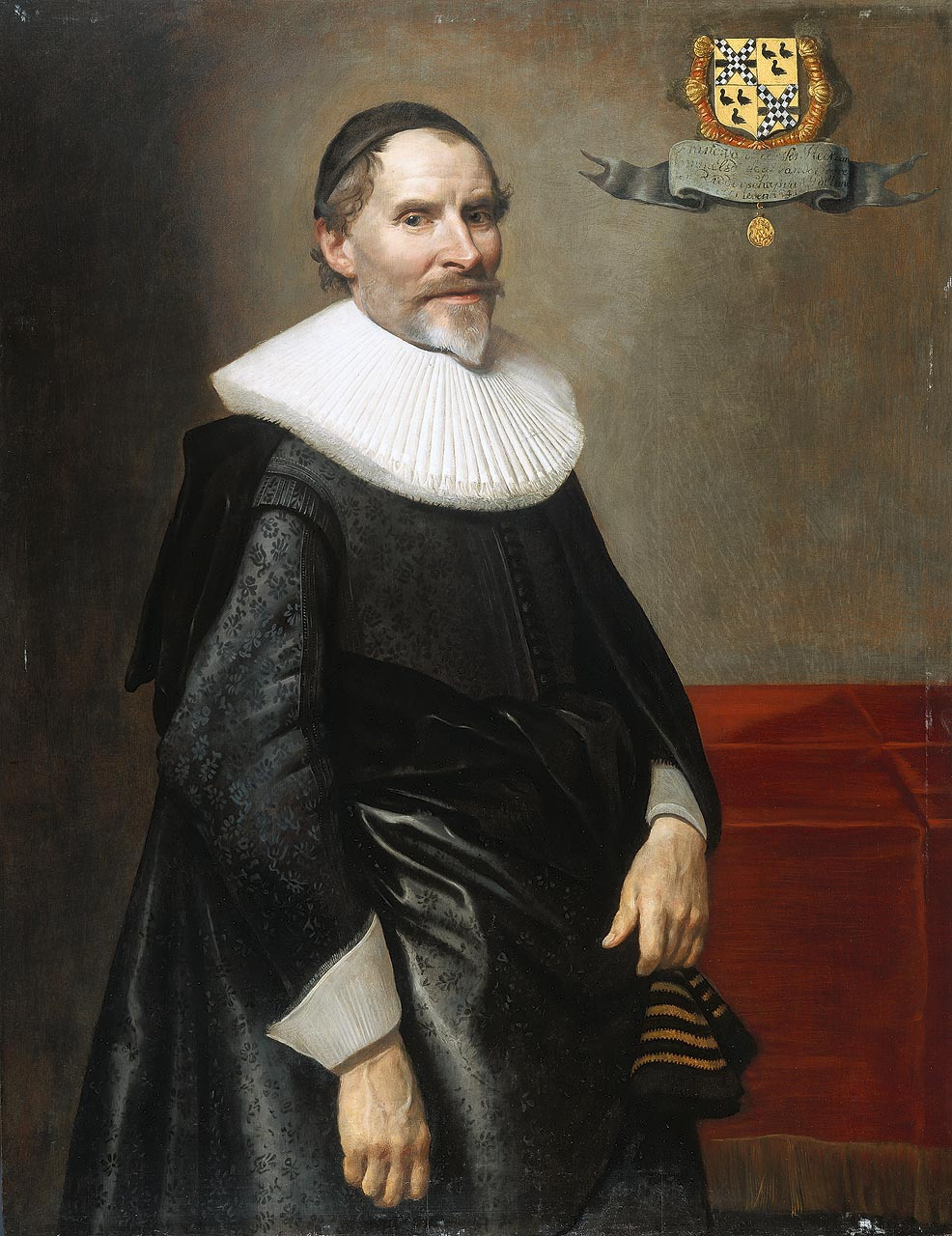
François van Aerssen (Michiel Jansz. van Mierevelt)

Wapen
François van Aerssen
(1572-1641)

François van Aerssen, of Francis van Aarssens (Brussel, 27 september 1572 – Den Haag, 27 december 1641) was veertig jaar lang een diplomaat in dienst van de Republiek der Zeven Verenigde Nederlanden.
Hij was een buitengewoon bekwaam, intelligent en eerzuchtig man, die een hoge dunk van zijn capaciteiten had. Zoals velen van zijn tijdgenoten was hij in zijn politieke en in zijn godsdienstige overtuiging fel en onbuigzaam, in persoonlijke kwesties, zodra hij zich onrechtvaardig bejegend waande, heftig en onverzoenlijk.
Van Aerssen was heer van Sommelsdijk (1611-1641), heer van de Plaat (1612-1641) en Den Bommel, en ambachtsheer van Sint Adolfsland.

## Levensloop
Hij werd geboren te Brussel als zoon van Cornelis van Aerssen (Antwerpen, mei 1543 – Den Haag, 22 maart 1627) en Emmerentiana de Regniers (Glabbeek, 3 maart 1549 - Den Haag, 30 januari 1627).
Van Aerssen studeerde aanvankelijk aan de Universiteit van Leuven en week onder druk van de gebeurtenissen met zijn familie uit naar Holland. Hij zette zijn studies verder aan de Universiteit Leiden onder Justus Lipsius en in Parijs.
Wegens zijn uitstekende diplomatieke vaardigheden werd hij in 1598 door Johan van Oldenbarnevelt op 26-jarige leeftijd als diplomatiek vertegenwoordiger van de Staten-Generaal van de Verenigde Provinciën in Frankrijk aangesteld. Hij had daar contact met Isaac le Maire, die in 1609 een concurrerende oost-indische compagnie wilde oprichten. Van Aerssen speelde een niet onaanzienlijke rol bij de onderhandelingen over het Twaalfjarig Bestand. Hij was een tegenstander van vrede met Spanje, maar tegelijk met Noël de Caron van gezant tot ambassadeur bevorderd. Hendrik IV van Frankrijk had de ambitie een belangrijkere rol in de Republiek te spelen, maar in 1611 ging er iets mis en wekte hij het ongenoegen op van de Franse regering. Van Aerssen ondertekende zijn brieven met allerlei raadgevingen en probeerde Lodewijk XIII zwart te maken door tegen de Spaansgezinde politiek te ageren.
In 1613 zocht François van Aerssen tegen de zin van Van Oldenbarnevelt contact met de hugenoten en maakte zich onmogelijk. Hij werd daarom naar de Republiek teruggeroepen. Vanwege dit ontslag keerde hij zich volledig tegen zijn weldoener en probeerde hem te ruïneren. Hij werd terug in Nederland de vaste adviseur van Maurits, die op dat moment al in conflict met Van Oldenbarnevelt was geraakt. In 1619 werd Van Aerssen door Maurits als Gecommitteerde in de Ridderschap van Holland benoemd. Daardoor ontstond onder de tegenstanders van Van Oldenbarnevelt een meerderheid en werd het mogelijk om een bijzondere rechtbank van 24 rechters in te stellen, die Van Oldenbarnevelt in 1619 ter dood veroordeelde. Vondel voerde in het kritische toneelstuk Palamedes Van Aerssen op als Odysseus.
In 1620 werd Van Aerssen benoemd als gezant naar de Republiek Venetië, dat in oorlog was met de Spaanse onderkoning van Napels, en evenals de Republiek der Verenigde Nederlanden de Winterkoning in Bohemen steunde. Van Aerssen kwam op 16 juni aan en is door een stoet van zestig senatoren binnengehaald. Vreemde diplomaten waren aan strenge regels onderhevig en omgaan met Venetiaanse nobili was streng verboden. Venetianen die omgang hadden met een buitenlander moesten van die ontmoeting verslag leggen bij de Senaat. Van Aerssen kuste in 1620 de hand van beroemde monnik Paolo Sarpi, hetgeen Constantijn Huygens die meereisde in het gevolg niet lukte. In 1621 reisde hij naar Londen.
Voor een verlenging van het Twaalfjarig Bestand eiste Spanje godsdienstvrijheid voor de katholieken; opheffing van de Scheldeblokkade en het intrekken van de plannen tot het oprichten van een West-Indische Compagnie.
Na de dood van Maurits in 1625 werd Van Aerssen ook vertrouwelijk adviseur van zijn opvolger als stadhouder, Frederik Hendrik, voor buitenlandse zaken van de Republiek.
Van Aerssen toonde zoveel diplomatieke vaardigheid dat Kardinaal de Richelieu hem noemde als een van de drie van 's werelds grootste politici uit zijn tijd; de andere twee waren Axel Oxenstierna en Trajano Guiscardi, de kanselier van Vincenzo I Gonzaga in Monferrato. Over het karakter van Van Aerssen zijn de meningen verdeeld.

## Huwelijk en kinderen
François van Aerssen trouwde op 15 oktober 1599 met Petronella Borre (1578 - 12 januari 1653) de dochter van mr. Jeronimus van Borre lid van de Hoge Raad.
- Cornelis van Aerssen ridder van St. Michiel, heer van Sommelsdijk, Bommel, de Plaat en Spijck
- Adriana van Aerssen (Parijs 20 september 1606 - 15 november 1677) trouwde 1635 met Alexander de Soete de Laecke heer van Villers (1603-1678) zoon van Philips de Soete de Laecke heer van Villers en Beatrice Eichelberg ook genaamd Hooftman. uit hun huwelijk is geboren:
  - François de Zoete de Lake van Villers heer van Potshoek geboren op 14 april 1637 trouwde te Rijswijk op 6 november 1678 met Henriette van Aerssen, geboren op 27 oktober 1647. Zij was een dochter van Cornelis van Aerssen heer van Sommelsdijk en Lucia van Walta.
- Emmerentia van Aerssen trouwde op 20 oktober 1624 met Philips van Steelandt heer van Grijsoord drossaard van Buren, kolonel der infanterie, de zoon van Philips van Steelandt en Margaretha van Mechelen.
- Maria van Aerssen, overleden op 9 oktober 1641 trouwde op 13 september 1631 te 's Gravenhage met Willem Maurits van Nassau, overleden in november 1637, zoon van Justinus van Nassau gouverneur van Breda en Anna de Merode van Petersheim.

- Bibliothèque nationale de France: cb11290581q (data)
- Biografisch Portaal: 40805636
- Digitale Bibliotheek voor de Nederlandse Letteren: aers002
- Gemeinsame Normdatei: 12584252X
- International Standard Name Identifier: 0000 0001 2098 7701
- Library of Congress Control Number: no91000108
- Nationale Bibliotheek van Tsjechië: jo2003169871
- Nederlandse Thesaurus van Auteursnamen: 06988563X
- Istituto Centrale per il Catalogo Unico: PUVV205025
- Système universitaire de documentation: 114245045
- Virtual International Authority File: 4923795
- WorldCat: E39PBJcwyrpgQfDGYhDkBWqhHC